# Boeing X-53
Boeing X-53 Active Aeroelastic Wing (рус. Активное аэроупругое крыло) — экспериментально-исследовательская программа ВМС США, НАСА, Исследовательской лаборатории ВВС США, в рамках которой изучается применение активного аэроупругого крыла в конструкции модернизированного самолёта F/A-18A «Hornet». Основной особенностью такого крыла является то, что управляющий момент по крену создаётся (по крайней мере, на части режимов полёта) не отклонением управляющих поверхностей (элеронов), а дифференциальным (т. е. в разные стороны) закручиванием левой и правой половин (консолей) крыла. Закручивание крыла, в свою очередь, происходит под действием аэродинамических сил, создаваемых отклонением элеронов и дифференциальных отклоняемых носков (предэлеронов). Отклоняемый носок X-53 состоит из двух частей: внутренней и наружной. Управление элементами крыла осуществляется высокоавтоматизированной электродистанционной вариативной системой.

## История и назначение
В 1903 году Братья Райт совершили полёт на самолёте, в котором крен контролировался перекашиванием крыла, то есть его деформацией. Позже от данного способа управления отказались.
На большинстве самолётов управление по крену осуществляется с помощью элеронов - небольших отклоняемых поверхностей на задней кромке крыла. Когда элерон отклоняется вниз, кривизна соответствующей половины крыла увеличивается, а следовательно, увеличивается подъёмная сила данной половины крыла. Когда элерон отклоняется вверх, происходит обратное явление. Таким образом, на определённом плече (между серединами элеронов) создаётся пара сил, поворачивающая самолёт вокруг продольной оси. Однако отклонение элерона закручивает соответствующую половину крыла, изменяя тем самым местный угол атаки и создавая силу, противоположную силе, непосредственно создаваемой самим элероном. Начиная с определённой скорости эта сила сравнивается с силой, непосредственно создаваемой элероном, а затем - превосходит её, т. е. отклонение элеронов вызывает крен в сторону, противоположную намеченной (имеет место реверс элеронов). Для обеспечения управления по крену на больших скоростях либо увеличивают жёсткость крыла (что вызывает рост его массы), либо используют другие, зачастую менее эффективные органы управления.
В 1960-е годы в СССР были начаты теоретические и экспериментальные исследования способов управления самолётом, активно использующих аэроупругие деформации (в частности, закручивание крыла). В 1963 году, учёными ЦАГИ было предложено использовать для управления по крену дифференциально отклоняемые носки крыла, названные ими «предэлероны».
В США 1984–1988 годах были проведены испытания прототипа нового самолёта по программе «Active Aeroelastic Wing» в аэродинамической трубе. Результаты экспериментов показали, что гибкое крыло имеет меньше подвижных компонентов, это делает его тоньше и легче. Улучшение аэродинамических характеристик увеличивает дальность полёта, полезную нагрузку и уменьшает расход топлива.  Выяснилось, что крылья AAW испытывают во время выполнения маневров меньшую нагрузку, чем ожидалось. За счёт передачи крылу функций хвостового оперения уменьшается аэродинамическое сопротивление и отражение радиоволн.
Для лётных исследований концепции активного аэроупругого крыла специалисты NASA решили использовать истребитель-бомбардировщик F/A-18 «Hornet». В своё время крыло этого самолёта пришлось дорабатывать, повышая его жёсткость, для получения требуемых характеристик управляемости по крену на околозвуковых и сверхзвуковых скоростях. Для лётных исследований было изготовлено крыло с более тонкой обшивкой, фактически идентичной той, которая использовалась на опытном экземпляре самолёта до доработки.  Эти изменения обеспечили угол крутки концевых сечений крыла до 5°. Первому полёту экспериментального самолёта, названного X-53,  предшествовали три года кропотливой работы инженеров NASA и фирмы «Boeing» и наземные испытания в Центре лётных исследований имени Хью Драйдена. Кроме модификации панелей обшивки изменениям подверглись отклоняемые носки, закрылки и элероны. Контроль над элеронами и другими управляющими поверхностями дал возможность перераспределить нагрузки и избежать разрушения крыла. В обшивку были вмонтированы датчики для измерения нагрузки.
Модифицированный F/A-18A «Hornet» (X-53) свой первый полёт совершил в ноябре 2002 года. В последующем были проведены многочисленные полётные испытания, подтверждающие перспективность применения активного аэроупругого крыла.

## Тактико-технические характеристики

### Технические характеристики
- Размах крыла: 11.71 м
- Высота: 4.65 м
- Масса
  - Максимальная взлётная: 17,690 кг
- Двигатели: 2 × General Electric F404-GE-400
- Тяга: 2 х 7239 кгс

### Лётные характеристики
- Максимальная скорость: 1 912 км/ч
- Практический потолок: 15 000 м